# 瑞氏竹节虫
瑞氏竹节虫（学名：Pseudobactricia ridleyi），是新加坡特有及灭绝的一种竹节虫。它们是Pseudobactricia属的单型种。
瑞氏竹节虫仅有一具采集于新加坡的雄虫模式标本，而现时新加坡的天然林已几乎被完全清理，对新加坡及其邻国的搜寻亦未能发现它们。相信瑞氏竹节虫已因为人类活动导致的栖息地破坏而灭绝。